# Teste nuclear norte-coreano de 2017
No dia 3 de setembro de 2017 a Coreia do Norte realizou o sexto, e de longe o maior teste nuclear de sua história, o qual acredita-se que tenha sido feito com uma bomba de hidrogênio.

## Antecedentes

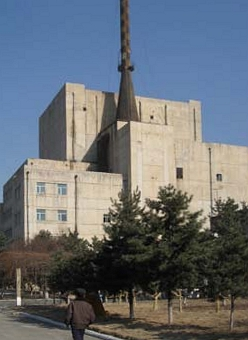
Reator experimental de Yongbyon, que fornece o material empregado nas armas nucleares

As origens do programa nuclear norte-coreano remontam à Guerra da Coreia, travada de 1950 até 1953. Durante aquela guerra o General americano Douglas MacArthur planejou um ataque nuclear contra a Coreia do Norte e a China. Kim Il-Sung, o primeiro líder norte-coreano, chegou à conclusão de que seu país precisava desenvolver um arsenal nuclear. Em 1959 a Coreia do Norte assinou um acordo de cooperação com a antiga União Soviética e três anos depois foi inaugurada a central nuclear de Yongbyon.
Em 1994, a Coreia do Norte assinou com os Estados Unidos um acordo visando interromper atividades nucleares ilícitas. Contudo, o país jamais aderiu ao Tratado de Interdição Completa de Ensaios Nucleares (CTBT). Em 2002, o complexo nuclear de Yongbyon foi reativado, e os inspetores da Agência Internacional de Energia Atômica foram expulsos do país. No ano seguinte, Pyongyang se retira do Tratado de Não Proliferação Nuclear (TNP). Em 2005 o país anuncia já dispor de armas atômicas. O primeiro teste nuclear foi realizado em 2006, seguidos pelas detonações de 2009, 2013 e duas em 2016 (janeiro e setembro).

## Eventos
Após o teste nuclear de setembro de 2016, as tensões entre a Coreia do Norte, Coreia do Sul, Japão e Estados Unidos aumentaram drasticamente, especialmente após a eleição de Donald Trump para a presidência dos Estados Unidos. Por várias vezes, o líder norte-coreano Kim Jong-un ameaçou atacar os americanos e seus aliados, inclusive com o uso de armas nucleares.
Em 15 de abril de 2017, foi realizado uma grande parada militar em Pyongyang em homenagem a Kim Il-sung, fundador do país e avô do atual líder. Foram exibidos, dentre outros armamentos, mísseis de médio e longo alcance. Nos meses seguintes, a Coreia do Norte realizou vários testes com mísseis. Dois deles sobrevoaram a ilha japonesa de Hokkaido, antes de caírem no mar.
Em 10 de agosto, Kim Jong-un ameaçou lançar um ataque nuclear contra a Ilha de Guam, no Pacífico, onde os Estados Unidos mantêm importantes instalações militares. Ao mesmo tempo, o presidente norte americano Donald Trump ameaçou atacar o hermético país com uma “força e fúria” nunca vistas.
Em 2 de setembro, poucas horas antes do teste, a agência estatal norte-coreana KCNA mostrou uma foto de Kim Jong-Un inspecionando o que seria uma ogiva de fusão nuclear de dois estágios, que poderia ser transportada por um míssil. Segundo a KCNA, todos os componentes da bomba foram fabricados na Coreia do Norte.

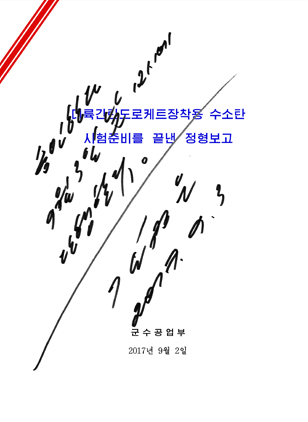
Decreto assinado por Kim Jong-Un autorizando o teste.

Sismogramas da explosão, registrados pela Agência Meteorológica do Japão.

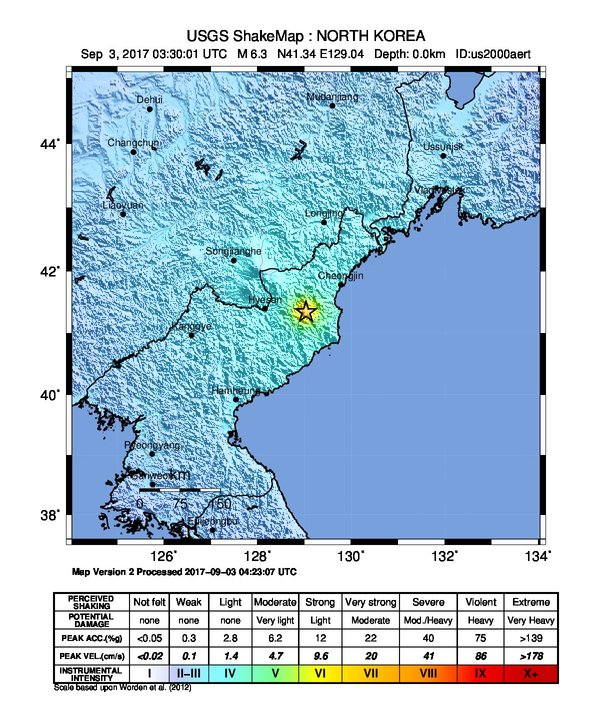
Local da explosão segundo o USGS.

Às 03h30 UTC do dia 03 de setembro, o Serviço Geológico dos Estados Unidos (USGS) e a rede sismográfica mundial IRIS registraram um forte terremoto de magnitude 6,3 na área testes de Punggye-ri. De imediato, autoridades sul-coreanas, japonesas e chinesas constataram que o sismo teve uma origem não natural. Este tremor foi muito mais potente do que os registrados nos testes anteriores, e foi sentido em várias cidades na China, em Seul, em Vladivostok (Rússia) e até mesmo no Japão. Cerca de oito minutos depois, outro abalo de menor intensidade (Magnitude 4,1) foi registrado nas proximidades do local da explosão. A origem desse segundo tremor é desconhecida, mas pode estar relacionada a um colapso do terreno em decorrência da detonação, um deslizamento de terra ou a um rock burst, uma súbita e violenta fratura das rochas próximas ao local. Explosões subterrâneas, especialmente nucleares, geram registros sismográficos bem diferentes de um terremoto natural.
Logo em seguida, a televisão estatal norte-coreana confirmou que o país realizou um teste “bem-sucedido” com uma bomba termonuclear “de poder sem precedentes” que pode ser instalada em um míssil balístico intercontinental, e que confirma a capacidade nuclear do país.
Ainda no dia 3, o secretário de defesa dos Estados Unidos James Mattis prometeu uma resposta "massiva, eficaz e esmagadora", a quaisquer ameaças norte-coreanas contra Washington ou seus aliados. Simultaneamente, militares sul-coreanos realizaram treinamentos com mísseis ar-terra e balísticos. Em 4 de setembro, após conversar com o primeiro-ministro japonês Shinzo Abe, Trump reafirmou que está disposto a empregar todos os recursos disponíveis para proteger os Estados Unidos e seus aliados, inclusive com o uso de armas convencionais e nucleares.
Em 5 de setembro, o embaixador da Coreia do Norte na ONU Han Tae-song declarou que as últimas atividades militares de seu país foram um "pacote de presentes" endereçados aos Estados Unidos, e que novos "pacotes" estariam por vir. No mesmo dia, Trump autorizou a venda de sofisticados equipamentos militares à Coreia do Sul e ao Japão, embora sem especificar quais seriam exatamente essas armas. O presidente russo Vladimir Putin alertou que o uso de força militar contra a Coreia do Norte poderia resultar em uma catástrofe de proporção mundial, mas que aplicar novas sanções seria ineficaz. Da mesma forma, o governo chinês advertiu que apenas sanções não resolvem o grave problema, tampouco uma ação militar na região. A ministra da defesa da França Florence Parly teme que Pyongyang consiga num curto espaço de tempo desenvolver mísseis capazes de atingir a Europa.
No dia 6 de setembro, o site especializado 38 North revelou, baseado em imagens de satélite, que ocorreram vários deslizamentos de terra na região ao redor do teste. O topo da montanha Mantap, onde a bomba provavelmente foi detonada, também afundou visivelmente. As experiências nucleares norte-coreanas sempre são conduzidas no interior de túneis escavados nas montanhas de Punggye-ri e devido às várias explosões no local, teme-se que a área esteja prestes a colapsar, o que poderia resultar em vazamentos radioativos. De fato, foi detectado um leve aumento da radiação, na fronteira sino-coreana, próximo ao local de testes. Contudo, as autoridades chinesas não concluíram se o evento teve alguma relação com a explosão. No mesmo dia, foi realizada uma grandiosa festa pelas ruas de Pyongyang, que contou com a presença de milhares de pessoas e incluiu até mesmo queima de fogos de artifício, para comemorar o teste nuclear e homenagear os cientistas envolvidos no polêmico programa nuclear norte-coreano.
Em 7 de setembro, como forma de retaliação ao teste, o governo do México decidiu expulsar do país o embaixador norte-coreano Kim Hyong-gil, que também foi declarado persona non grata. Alguns dias depois, os governos da Espanha e do Kwait também optaram por banir diplomatas da Coreia do Norte.
No dia 9 de setembro, o governo norte-coreano promoveu um banquete e um concerto para celebrar o teste nuclear e também o 69° aniversário da criação do país. Acompanhado pela esposa Ri Sol-ju, por militares, cientistas do projeto nuclear e membros do Partido dos Trabalhadores da Coreia, Kim Jong-Un declarou que o último teste foi uma "grande vitória" conquistada "a custa do sangue" dos norte-coreanos, e também apelou para que os cientistas "redobrem" seus esforços para que a Coreia do Norte seja enfim reconhecida como uma potência nuclear.
Em 10 de setembro, mais uma vez a Coreia do Norte ameaçou os Estados Unidos. A agência KCNA divulgou um comunicado do Ministério dos Negócios estrangeiros alertando que caso sejam aplicadas sanções mais duras contra o país, novas ações "duras" poderiam ser adotadas e que causariam o maior dos "sofrimentos e dores" da história dos Estados Unidos. O comunicado ainda classificou os americanos como "gângsteres".
Em 11 de setembro, o Conselho de Segurança da ONU aprovou de forma unânime (15 votos a favor e nenhum contra) novas sanções contra a Coreia do Norte que incluem: limitar a importação de derivados de petróleo para 2 milhões de barris ao ano, a partir de 1° de janeiro de 2018; barrar a exportação de produtos têxteis; e fica também proibido a emissão de novas licenças de trabalho para trabalhadores norte-coreanos. A princípio os Estados Unidos defendiam medidas ainda mais duras, como embargar completamente o petróleo e o congelamento dos bens de Kim Jong-un, mas o texto final foi atenuado visando garantir o apoio de Rússia e China. Isso porque esses três países, mais Reino Unido e França são membros permanentes do Conselho e tem o poder de vetar as resoluções. Devido às novas sanções, o embaixador norte-coreano na ONU Han Tae-song ameaçou mais uma vez os Estados Unidos com "meios extremos" e disse que o governo americano está "obcecado" em sabotar o programa nuclear de Pyongyang. Japão e Coreia do Sul também foram ameaçados, por terem apoiado as novas sanções.
No dia 12 de setembro, militares sul-coreanos voltaram a realizar exercícios militares, onde foi empregado pela primeira vez o míssil de cruzeiro Taurus. No teste, o míssil atingiu com precisão um alvo a 400 quilômetros de distância. Se forem lançados de Seul, levariam apenas 15 minutos para chegar em Pyongyang.
Em 13 de setembro, a Comissão de Segurança Nuclear da Coreia do Sul detectou na atmosfera traços do isótopo Xenônio-133. Essa substância se forma durante o processo de fissão nuclear. Contudo, não foram encontrados trítio ou outras substâncias relacionadas com a fusão nuclear. No mesmo dia o site 38 North revelou imagens de satélite que mostram uma intensa movimentação na área de testes de Punggye-ri. Essas atividades podem estar relacionadas ao reparo dos túneis que foram danificados no último teste, ou até mesmo a preparação de uma nova experiência nuclear.
No dia 23 de setembro, um novo tremor de magnitude 3,5 foi detectado na área de testes de Punggye-ri. Autoridades sul-coreanas presumiram que o terremoto teve uma origem natural. A princípio a China suspeitou de outro teste nuclear, mas depois também concluíram que o sismo não foi provocado por uma explosão. Já para Lassina Zerbo, secretário-executivo da Organização do Tratado de Interdição Completa de Testes Nucleares (CTBTO), o abalo foi resultado de outro colapso na região, similar ao evento que sucedeu o teste do dia 3. A 12 de outubro, ocorreu um novo colapso na região, gerando um tremor de magnitude 2,9.
Em 31 de outubro, a agência de notícias sul-coreana Yonhap e a TV Asahi do Japão confirmaram a morte de cerca de 200 pessoas que trabalhavam na área de Punggye-ri, vítimas de um dos desmoronamentos de terra no local, evidenciando que o solo na região ficou extremamente fragilizado após a última explosão.  
A 21 de abril de 2018, Kim Jong-Un determinou o fim dos testes com armas nucleares, de mísseis e o fechamento da área de testes de Punggye-ri.Um estudo feito por geólogos chineses confirmou que houve vários desmoronamentos nas proximidades da última e mais poderosa explosão, o que poderia justificar a decisão do líder norte-coreano de fechar a área.
Em 11 de maio de 2018, um estudo feito pela Universidade de Berkeley foi publicado pela revista Science, revelando o tamanho do estrago que a explosão provocou no monte Mantap. Segundo o estudo, a bomba foi detonada a cerca de 400 - 600 metros abaixo do topo da montanha. A explosão foi forte o bastante para vaporizar granito no interior da montanha, resultando numa cavidade de cerca de 50 metros de diâmetro. O topo do Monte Mantap chegou a se elevar em mais de 2 metros, e logo em seguida abaixou cerca de meio metro, devido ao desmoronamento da cavidade formada pela explosão.

## Potência da explosão
O governo norte-coreano nunca revela a capacidade real de suas bombas. Levando-se em conta a intensidade do tremor, a potência dessa nova arma foi calculada inicialmente em 120 quilotons – 10 vezes mais potente do que a detonada no teste anterior, segundo autoridades sul-coreanas e japoneses, e tudo indica que o regime de Pyongyang de fato desenvolveu uma bomba de hidrogênio de dois estágios.
Já a Universidade de Ciência e Tecnologia da China calculou um rendimento superior a 150 quilotons.
Alguns dias depois, o ministério da defesa do Japão reavaliou a potência da bomba em 160 quilotons, baseados nos dados colhidos pelas estações de monitoramento da Organização do Tratado de Interdição Completa de Testes Nucleares (CTBTO)
No dia 13 de setembro, o site especializado 38 North divulgou uma estimativa ainda mais assustadora: cerca de 250 quilotons.
Em 2019, uma pesquisa publicada no Journal of Geophysical Research: Solid Earth calculou a potência explosiva entre 250 - 300 quilotons.
Em outubro de 2019, pesquisadores da Agência Espacial Indiana ISRO calcularam, com base em imagens de satélite captadas do local da explosão, que a bomba teve um rendimento entre 245 - 271 quilotons.
Um quiloton equivale à energia liberada pela detonação de 1 000 toneladas de TNT.  Para efeito de comparação, a bomba atômica que destruiu Hiroshima em 1945 tinha uma potência de 16 quilotons, e uma ogiva W76 dos mísseis Trident possui um rendimento estimado em 100 quilotons.
Considerando uma potência de 250 kt, se esta bomba fosse detonada no centro de Washington, todas as pessoas que estivessem em um raio de 5 quilômetros sofreriam queimaduras de terceiro grau.
A dimensão do arsenal nuclear norte-coreano também é desconhecida. Segundo estimativas do governo dos Estados Unidos, a Coreia do Norte pode ter até 60 bombas nucleares. Já para o físico Siegfried Hecker, o país teria estoques de urânio e plutônio para no máximo 25 ogivas. Em 2018, calculou-se que a Coreia do Norte pudesse ter de 20 a 30 bombas.

## Reações Internacionais
O teste nuclear foi repudiado pela comunidade internacional.
- ONU: o secretário geral das Nações Unidas António Guterres classificou o evento como "profundamente desestabilizador".
- AIEA: O diretor-geral da agência, Yukiya Amano, classificou o teste como um ato "extremamente deplorável".[91]
- Estados Unidos: o Presidente Donald Trump alertou que a Coreia do Norte se tornou uma grande ameaça, e que o uso da força militar não estaria descartada.
- Japão: O primeiro-ministro Shinzo Abe disse que o teste foi uma "ameaça de segurança" e que compromete ainda mais a "paz e a segurança".
- França: o Presidente Emmanuel Macron pediu uma ação rápida do Conselho de Segurança da ONU.
- Rússia: Vladimir Putin insiste que se deve procurar uma solução pacífica para a situação.
- China: O governo chinês "condenou veementemente" o novo teste nuclear, frisando que a Coreia do Norte "ignorou" a oposição de toda a comunidade internacional.[92]
- Coreia do Sul: o presidente Moon Jae-In também pediu sanções mais drásticas ao vizinho do Norte, e também alertou que jamais permitirá que a Coreia do Norte avance com sua tecnologia nuclear.
- Reino Unido: O ministro das relações exteriores Boris Johnson classificou o teste como uma "imprudência".
- OTAN: A organização reprovou "energicamente" o novo teste e pediu à Pyongyang para interromper suas experiências nucleares.
- União Europeia: O teste foi uma "grave provocação" e exigiu que a RPDC abandone as armas de destruição em massa.[93]
- Brasil: através do Itamaraty, o governo brasileiro condenou de forma "veemente" o teste nuclear e exigiu que a Coreia do Norte cumpra com suas obrigações internacionais.[94]